# Lincoln, Nebraska
Lincoln je glavni grad američke savezne države Nebraska. Prema popisu stanovništva iz 2010. u njemu je živjelo 258,379 stanovnika.